# Teleskop Schmidta

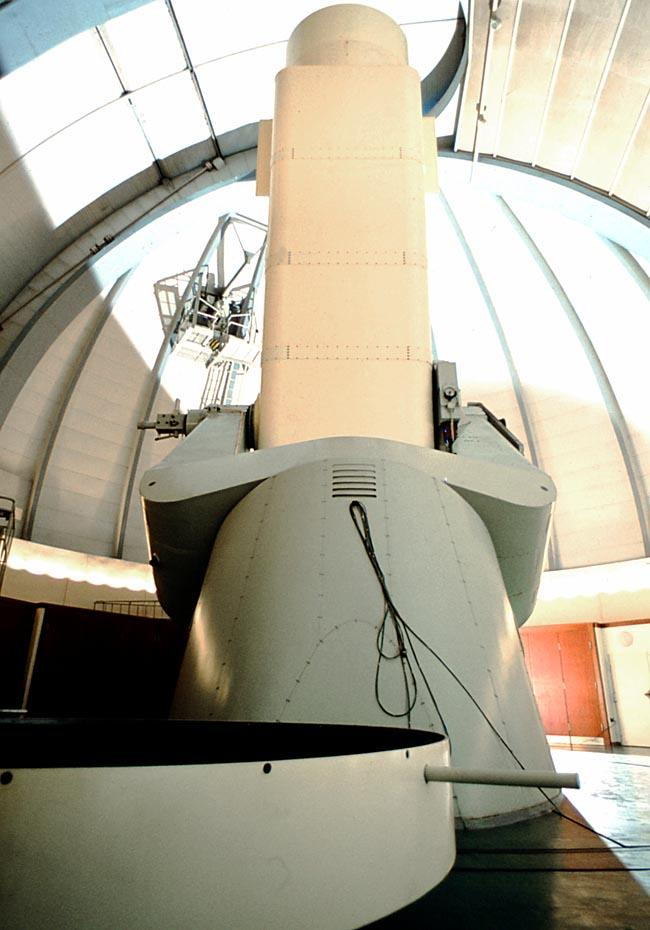
Największy na świecie dwumetrowej średnicy teleskop Schmidta znajdujący się w Obserwatorium Karla Schwarzschilda w Tautenburgu

Teleskop Schmidta, kamera Schmidta – typ astronomicznego teleskopu optycznego zaprojektowany i skonstruowany po raz pierwszy w 1930 roku przez estońskiego optyka Bernharda Schmidta pracującego w obserwatorium Hamburg-Bergedorf w Bergedorfie.
W teleskopie Schmidta zwierciadło główne jest prostym zwierciadłem sferycznym, ale w środku jego krzywizny umieszczono płytkę korekcyjną, będącą cienką taflą szklaną o kształcie tak dobranym, aby eliminować aberrację sferyczną. Dzięki takiemu rozwiązaniu można uzyskać duże pole widzenia (do 25°) bez aberracji sferycznej i komy. Wadą tego teleskopu jest długość tubusu, która musi być dwa razy większa od ogniskowej.